# Zavorra
La zavorra è una massa installata su una imbarcazione, un veicolo, un velivolo o altro mezzo di trasporto, con varie finalità.

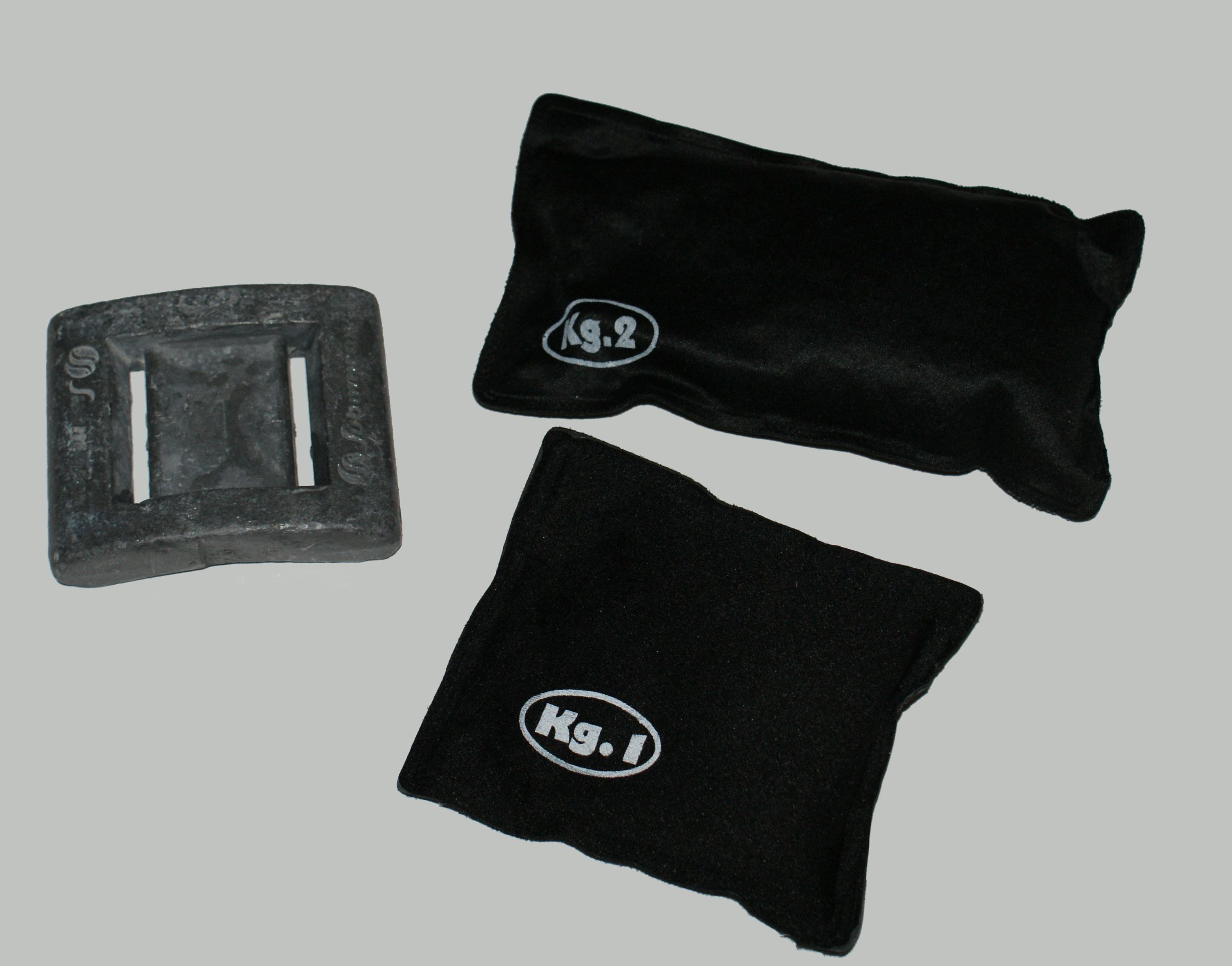
Zavorra solida per cintura e sacchetti contenenti pallini di piombo per le immersioni subacquee.

## Finalità
Alcune possono essere:
- Aumentarne il peso e favorirne l'affondamento parziale o totale
- Compensare la distribuzione delle masse e spostare il baricentro (contrappeso)
- Modificare la frequenza di risonanza di una certa struttura, o di un suo componente.
- Potere essere sganciata dal mezzo per ottenere una risalita rapida di emergenza

Per questa funzione vengono impiegati materiali ad alta densità e nel contempo economici, soprattutto piombo.

## Esempi pratici di utilizzo

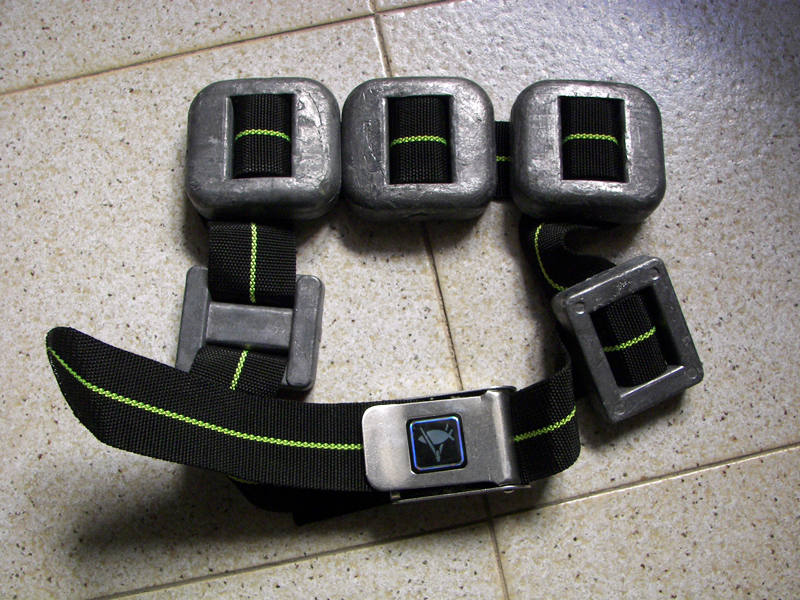
Cintura di zavorra da subacqueo.

Una zavorra, in genere blocchi di cemento, sabbia o pietrame, è collocata nella sentina (la parte inferiore della stiva) per abbassare il centro di massa e stabilizzare lo scafo. Senza questa zavorra, nelle imbarcazioni a vela il vento laterale potrebbe portare al rovesciamento dello scafo. Nelle navi mercantili, la massa del carico caricato sui ponti superiori innalzerebbe troppo il baricentro favorendo anche in questo caso il rovesciamento.
In alcune imbarcazioni viene usata come zavorra l'acqua di mare, fatta entrare attraverso apposite valvole in un compartimento dedicato. In questo modo è possibile regolarne l'entità in funzione del carico trasportato.
Nei sommergibili appositi vani dello scafo possono essere allagati con acqua di mare o svuotati pompandovi aria compressa per variare la densità della nave e determinare la sommersione o l'emersione.
Negli aerei una zavorra, spesso in uranio impoverito, è installata nella coda per controbilanciare le masse dei motori e altre strutture presenti a prua.
Nelle macchine operatrici e nelle gru sono montati blocchi di zavorra per equilibrare la massa del carico trasportato.
I sommozzatori ed i palombari indossano cinture o scarpe piombate per vincere la spinta di Archimede e rimanere immersi.
Nei primi palloni aerostatici ad idrogeno venivano caricati a bordo sacchi di sabbia come zavorra. Per compensare la continua perdita di gas o per salire di quota, veniva lentamente scaricata una opportuna quantità di sabbia.